# Пастуро
Пасту̀ро (на италиански: Pasturo, на западноломбардски: Pastür, Пастюр) е село и община в Северна Италия, провинция Леко, регион Ломбардия. Разположено е на 641 m надморска височина. Населението на общината е 1951 души (към 2014 г.).